# Dormência
Dormência é um período no ciclo de vida de um organismo no qual o desenvolvimento é temporariamente suspenso. Ela minimiza o gasto energético, por reduzir a atividade metabólica, e pode auxiliar um organismo a conservar energia. Dormência está normalmente associada com as condições ambientais. Os organismos podem sincronizar a entrada em uma fase dormente com o seu ambiente por meios preditivos ou consequenciais.

## Tipos de dormência

### Dormência preditiva
A dormência preditiva ocorre quando um organismo entra em uma fase de dormência antes do estabelecimento das condições adversas. Por exemplo, fotoperíodo e baixa da temperatura são usadas por muitas plantas para prever a chegada do inverno.

### Dormência consequencial
A dormência consequencial ocorre quando o organismo entra em fase dormente após as condições adversas terem “chegado”. Esta é normalmente observada em áreas de climas imprevisíveis. Seria de se esperar que alterações muito súbitas nas condições levem a uma alta mortalidade entre animais com dormência consequencial, porém seu uso pode ser vantajoso, uma vez que como os organismos se mantêm ativos mais tempo, estão aptos a maior uso dos recursos disponíveis.

## Dormência em sementes

### Classificação e mecanismos
Dormência é a condição na qual a semente não germina durante certo tempo, em condições ambientais nas quais a mesma germinaria se não estivesse dormente. A dormência deve ser interrompida por um processo denominado “quebra de dormência”, que torna a semente apta a germinar.
De acordo com sua origem, a dormência da semente pode ser primária, que se inicia durante as fases iniciais ou finais de desenvolvimento da semente na planta-mãe; ou pode ser secundária, quando a semente se torna dormente após a liberação no ambiente, e geralmente decorre da restauração de uma dormência primária, induzida por fatores externos.
A dormência pode ser também dividida em: fisiológica, dependente de fatores metabólicos e genéticos, sendo em geral quebrada por tratamentos com baixa temperatura; morfológicas, na qual a semente é dispersa antes do embrião completar seu desenvolvimento, ou; morfofisiológica, que apresenta uma combinação de ambos os tipos anteriores: após completar seu desenvolvimento no ambiente, ainda é necessário quebrar a dormência fisiológica através um tratamento químico (hormônios). Além destas, há ainda a dormência física, caracterizada pela presença de envoltório que confere uma impermeabilidade, impossibilitando o desenvolvimento da plântula. 